# Kärrkornlöpare
Kärrkornlöpare (Amara plebeja) är en skalbaggsart som först beskrevs av Leonard Gyllenhaal 1810.  Kärrkornlöpare ingår i släktet Amara, och familjen jordlöpare. Arten är reproducerande i Sverige.

## Bildgalleri

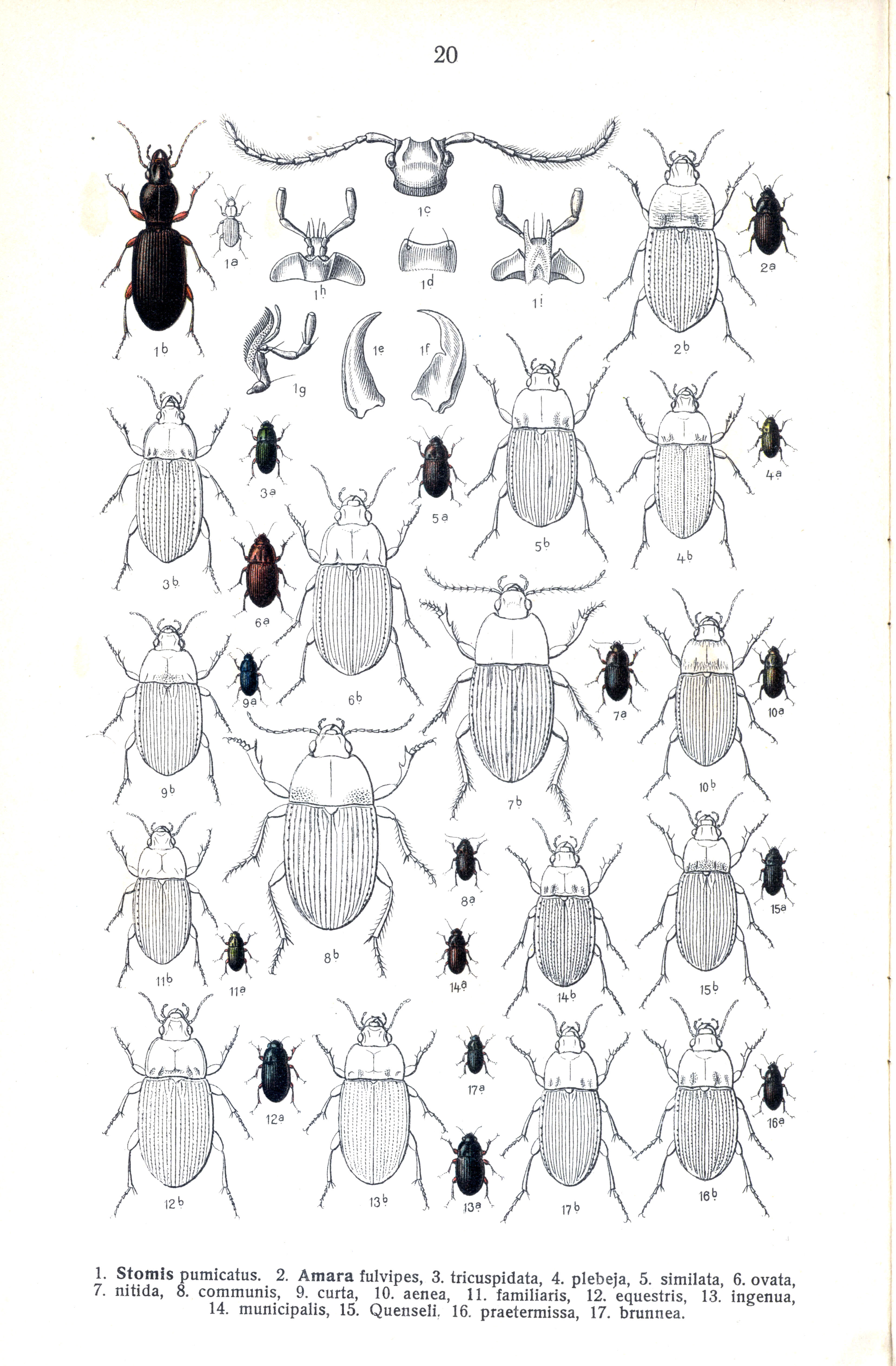
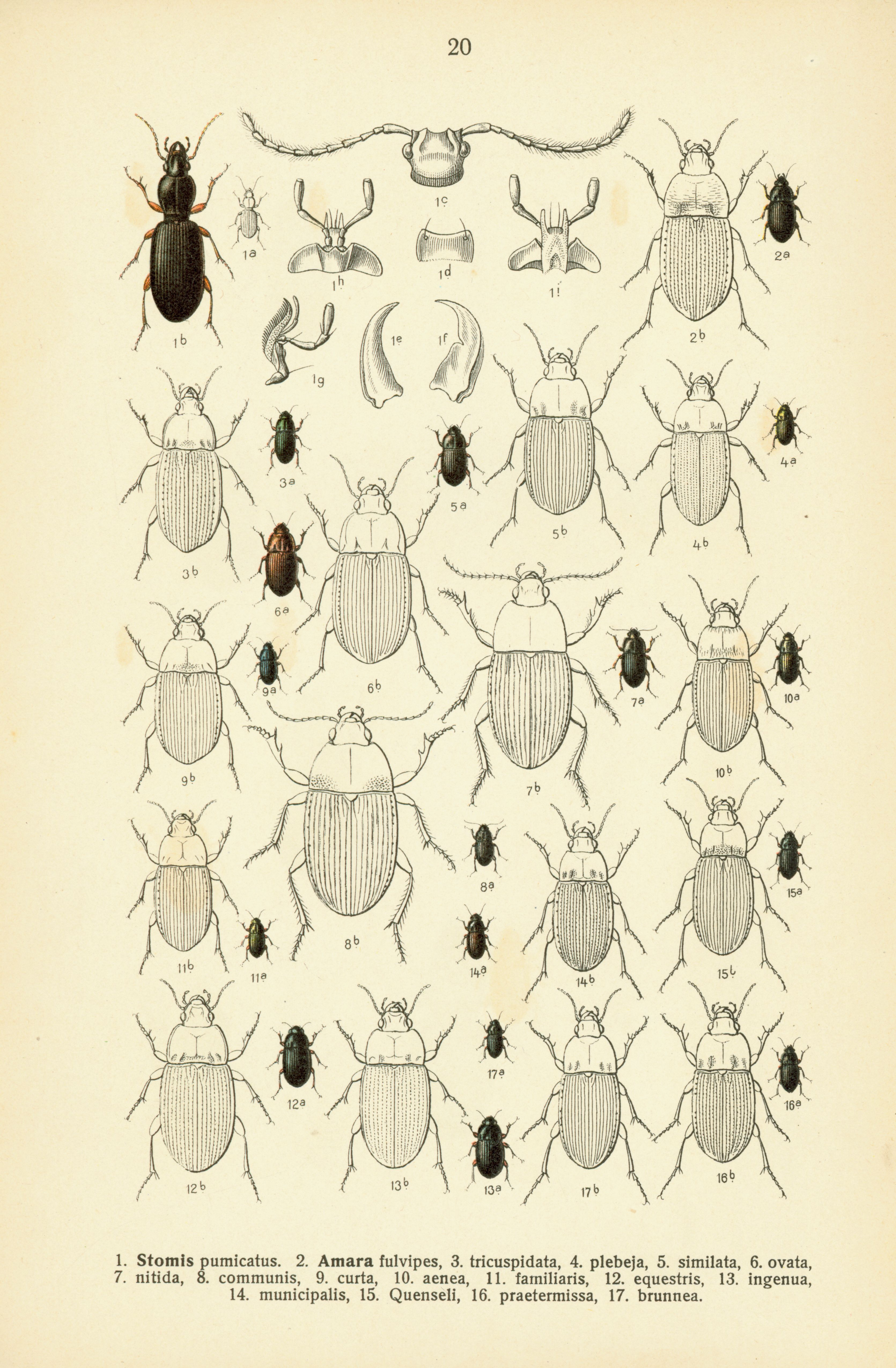